# Chaetocladius awasae
Chaetocladius awasae är en tvåvingeart som beskrevs av Harrison 1992. Chaetocladius awasae ingår i släktet Chaetocladius och familjen fjädermyggor.
Artens utbredningsområde är Etiopien. Inga underarter finns listade i Catalogue of Life.